# Гуннар Юганссон
Гуннар Юганссон (швед. Gunnar Johansson; 29 лютого 1924, Йертум — 14 лютого 2003, Екс-ан-Прованс) — шведський футболіст і футбольний тренер, бронзовий призер чемпіонату світу-1950 . Виступав на позиції захисника.

## Кар'єра

### Клубна
Гуннар Юганссон — вихованець клубу «Лілла Едет». З 1940 по 1949 рік грав у команді «Інландс», потім рік виступав за « Гетеборг» і встиг провести за команду 16 матчів у чемпіонаті Швеції . У 1950 році захисник перейшов до марсельського «Олімпіку» .
Кольори «провансальців» Юганссон захищав 8 років. За цей час він провів за «Олімпік» 256 матчів у різних турнірах. У сезоні 1953/54 шведський захисник став фіналістом кубку Франції, а три роки потому виграв Кубок Шарля Драго .
Влітку 1958 року Гуннар Юганссон став гравцем клубу Дивізіону 2 « Екс-ан-Прованс». За цю команду захисник грав до 1961 року, після чого завершив кар'єру гравця. У сезоні 1960/61 Юганссон був тренером команди, що й сам грає у футбол .

### У збірній
Гуннар Юганссон у складі збірної Швеції брав участь у чемпіонаті світу -1950 . На турнірі захисник провів 2 матчі і більше за національну збірну протягом своєї кар'єри не виступав.

## Статистика
| Матчі Гуннара Юганссона за збірну Швеції | Матчі Гуннара Юганссона за збірну Швеції | Матчі Гуннара Юганссона за збірну Швеції | Матчі Гуннара Юганссона за збірну Швеції | Матчі Гуннара Юганссона за збірну Швеції | Матчі Гуннара Юганссона за збірну Швеції | Матчі Гуннара Юганссона за збірну Швеції |
| ---------------------------------------- | ---------------------------------------- | ---------------------------------------- | ---------------------------------------- | ---------------------------------------- | ---------------------------------------- | ---------------------------------------- |
| №                                        | Дата                                     | Опонент                                  | Рахунок                                  | Голи Юганссона                           | Змагання                                 |                                          |
| 1                                        | 13 липня 1950                            | Уругвай                                  | 2: 3                                     | -                                        | ЧС-1950                                  |                                          |
| 2                                        | 16 липня 1950                            | Іспанія                                  | 3: 1                                     | -                                        | ЧС-1950                                  |                                          |

Разом: 2 матчі; 1 перемога, 0 нічиїх, 1 поразка.

## Досягнення
Швеція
- Бронзовий призер чемпіонату світу (1): 1950

 Франція Олімпік Марсель
- Фіналіст Кубку Франції (1): 1953/54
- Володар Кубку Шарля Драго (1): 1956/57